# Vilare, Veliko Tărnovo
Vilare (în bulgară Виларе) este un sat în comuna Veliko Tărnovo, regiunea Veliko Tărnovo,  Bulgaria. 

## Demografie
Componența etnică a satului Vilare
     Nicio identificare (100%)
     Altele (0%)
La recensământul din 2011, populația satului Vilare era de 1 locuitori. . Pentru 100,0% din locuitori nu este cunoscută apartenența etnică.